# Philogaeus
Philogaeus Simon, 1895 è un genere di ragni appartenente alla famiglia Thomisidae.

## Distribuzione
Le due specie note di questo genere sono state rinvenute in America meridionale

## Tassonomia
Non sono stati esaminati esemplari di questo genere dal 1943.
A dicembre 2014, si compone di due specie:
- Philogaeus campestratus Simon, 1895[2] — Brasile
- Philogaeus echimys Mello-Leitão, 1943 — Cile